# Suphan Buri (Provinz)

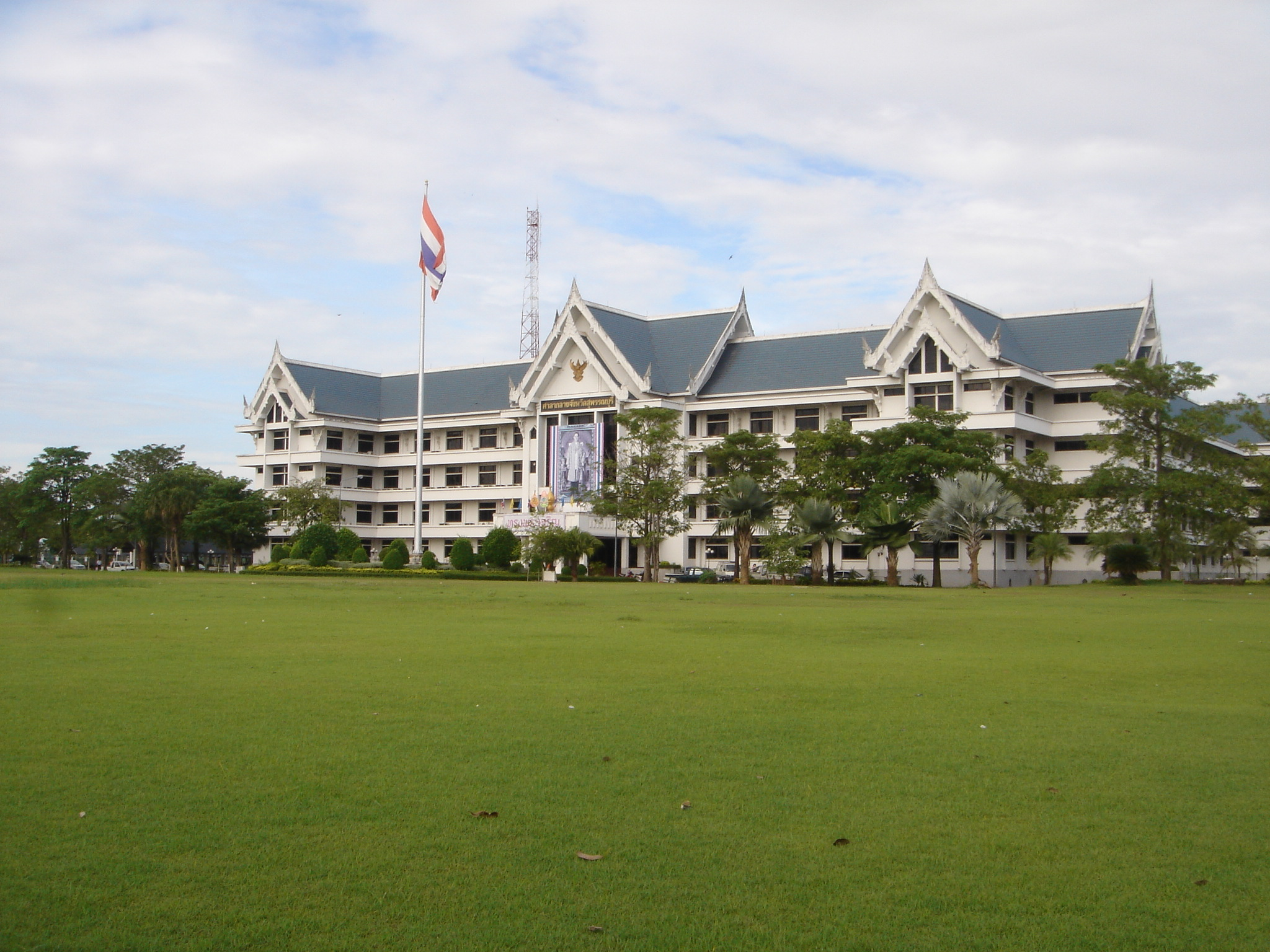
Sitz der Provinzverwaltung von Suphan Buri (Sala Changwat)

Suphan Buri (thailändisch สุพรรณบุรี [sùʔpʰān būrīː], auch als Suphanburi wiedergegeben) ist eine Provinz (Changwat) in der westlichen Zentralregion von Thailand. Die Hauptstadt der Provinz Suphan Buri heißt ebenfalls Suphan Buri.

## Herkunft des Namens
Das Wort suphan stammt aus dem Sanskrit-Wort suvarna (Dhivehi सुवर्ण) und bedeutet „Gold“. Buri kommt vom Sanskrit-Wort purī (पुरी) und wird mit „Stadt“ oder „Ort“ übersetzt. Suphan Buri bedeutet also Goldstadt.

## Geographie
Suphan Buri liegt inmitten der zentralen Ebene Thailands, die als Reiskammer des Landes bezeichnet werden kann. Im Norden und äußeren Westen der Provinz erheben sich noch hügelige Ausläufer der Gebirgszüge des Nordens. Im Südosten am Mae Nam Tha Chin (Tha-Chin-Fluss) befinden sich die ausgedehnten Reisanbaugebiete.
| Angrenzende Provinzen: | Angrenzende Provinzen:             |
| ---------------------- | ---------------------------------- |
| Norden                 | Uthai Thani und Chai Nat           |
| Osten                  | Sing Buri, Ang Thong und Ayutthaya |
| Süden                  | Nakhon Pathom                      |
| Westen                 | Kanchanaburi                       |

### Wichtige Städte
- U Thong

### Wichtige Flüsse
- Mae Nam Tha Chin

### Klima
Das Klima ist tropisch-monsunal.

## Bevölkerung
Die Bevölkerung besteht überwiegend aus den Thai mit einer bedeutenden chinesischen Minderheit. Mehr als 96 % der Einwohner sind Buddhisten. Daneben siedeln aber auch Nachkommen der von Siamesen aus Laos verschleppten Fronarbeiter, die Lao Khrang (deren Gesamtzahl in Thailand bei 53.000 liegt).

## Wirtschaft und Bedeutung
Die Provinz Suphan Buri gehört zu den am intensivsten landwirtschaftlich bewirtschafteten Gebieten des Landes. Sie gilt als die „Reisschüssel“ Thailands.
Im Jahr 2008 betrug das „Gross Provincial Product“ (Bruttoinlandsprodukt) der Provinz 67,472 Milliarden Baht.
Der Mindestlohn in der Provinz Suphan Buri beträgt 233 Baht (etwa 5,25 €; Stichtag 1. April 2012).

### Daten
Die unten stehende Tabelle zeigt den Anteil der Wirtschaftszweige am Gross Provincial Product in Prozent:
| Wirtschaftszweig | 2006 | 2007 | 2008 | 2009 |
| ---------------- | ---- | ---- | ---- | ---- |
| Landwirtschaft   | 30,8 | 31,4 | 36,2 | 32,8 |
| Berg-/Tagebau    | 04,9 | 04,9 | 04,4 | 03,8 |
| Industrie        | 17,2 | 16,3 | 15,7 | 18,7 |
| Andere           | 47,1 | 47,4 | 43,7 | 44,7 |

Für die Provinz ist die folgende Landnutzung dokumentiert:
- Waldfläche: 384.192 Rai (614,7 km²), 11,5 % der Gesamtfläche
- Landwirtschaftlich genutzte Fläche: 2.121.425 Rai (3.394,3 km²), 63,3 % der Gesamtfläche
- Nicht klassifizierte Fläche: 843.138 Rai (1.349,0 km²), 25,2 % der Gesamtfläche

Die am stärksten zur Wirtschaftsleistung der Provinz beitragende Branche war im Jahr 2011 die Landwirtschaft mit 19,563 Mrd. Baht, gefolgt vom verarbeitenden Gewerbe mit 15,804 Mrd. Baht und dem Groß- und Einzelhandel mit 6,972 Mrd. Baht.

## Geschichte

### Zentrum der Dvaravati-Kultur

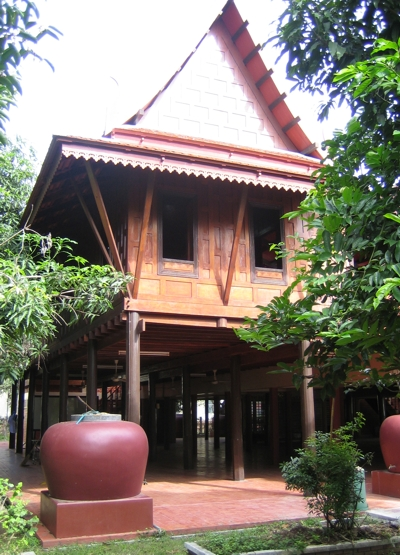
Khun Changs Haus am Wat Palelai

Im heutigen Amphoe U Thong der Provinz Suphan Buri gibt es eine bedeutende archäologische Ausgrabungsstätte. Hier muss sich eine Stadt aus der Zeit der Dvaravati-Kultur befunden haben. Sie war seinerzeit vermutlich als Dvāravatī Sri Suvarnabhumi (ทวารวดีศรีสุพรรณภูมิ oder auch Bandhumburi พันธุมบุรี) bekannt. Hier gefundene Münzen, auf denen ein „Herr von Dvāravatī“ genannt wird, bestärkten die These, dass das historische Netzwerk von buddhistischen Staaten der Mon so geheißen hat. Die Gründung wird zwischen 877 und 882 datiert. Der thailändische Prinz und Amateurhistoriker des ausgehenden 19. Jahrhunderts Damrong Rajanubhab stellte die These auf, dass dies das Zentrum des legendären „Goldlandes“ Suvarnabhumi gewesen sei, das in älteren buddhistischen Schriften erwähnt wird. Später wurde diese Stadt nach dem Gründer des Königreichs Ayutthaya als U Thong benannt.

### Thai-Fürstentum und Vorläufer Ayutthayas
Mit der Ausbreitung der Khmer im 12. Jahrhundert wurde das heutige Suphan Buri dann eine Provinzhauptstadt in deren von Angkor aus beherrschten Reich. Spätestens im 13. Jahrhundert wurde Suphan Buri (historisch Suphannaphum) eines der ersten und, bis zur Gründung des Königreichs Ayutthaya, eines der wichtigsten Thai-Fürstentümer (Müang) im Chao-Phraya-Becken, dem heutigen Zentralthailand. Es übte die Oberherrschaft über kleinere Müang in seiner Umgebung aus und dominierte so den westlichen Teil der Chao-Phraya-Ebene und den Beginn der Malaiischen Halbinsel, etwa von Chai Nat im Norden bis Chumphon im Süden. Auch zu dem noch weiter südlich gelegenen Nakhon Si Thammarat unterhielt es enge Beziehungen. Dessen Gründer stammten möglicherweise aus Suphan Buri und verstanden sich, zumindest zeitweise, als dessen Vasallen.
Während der Herrschaft König Ramkhamhaengs von Sukhothai (reg. 1279–98) war Suphan Buri, zumindest formell, dessen Vasall. Zugleich kontrollierte es selbst weiterhin seine eigenen Tributäre. Bereits kurz nach dem Tod des charismatischen Ramkhamhaeng und der Thronbesteigung dessen Sohns Lö Thai sagte sich Suphan Buri von Sukhothai los, was zu einem raschen Zusammenschrumpfen des Einflussgebiets dieses Reiches führte. Mit seinem Einfluss konnte es dafür garantieren, dass die kleineren Thai-Staaten westlich des Chao Phraya (wie Ratchaburi, Phetchaburi, Kanchanaburi, Nakhon Pathom) unabhängig vom Khmer-Reich von Angkor blieben.
Damit war es – neben dem östlich des Chao Phraya gelegenen Lopburi – ein Vorläuferstaat des 1351 gegründeten Königreichs Ayutthaya. Dessen Gründer U Thong war den Chroniken zufolge mit einer Prinzessin von Suphan Buri verheiratet. Sein Schwager Pha Ngua war, bevor er 1370 als Borommaracha I. die Macht in Ayutthaya an sich riss, Fürst von Suphan Buri gewesen. In seiner Nachfolge gab es bis 1569 eine ganze Reihe von Königen von Ayutthaya, die der Suphan-Buri- (oder Suphannaphum-)Linie angehörten, ihre Abstammung also auf das dortige Fürstenhaus zurückführten. Pha Ngua/Boromaracha I. gab der Stadt und der Provinz im 14. Jahrhundert den heutigen Namen.

### Siamesische Provinz
Die Provinz war eine wichtige Verteidigungsbastion Ayutthaya gegen das Reich Pegu, Vorläufer des heutigen Birma. In der Nähe der Stadt, im heutigen Landkreis Don Chedi, wird der Ort Nong Sarai vermutet, an dem 1593 die Entscheidungsschlacht gegen die Truppen des birmanischen Taungu-Reichs mit dem legendären Elefantenduell König Naresuans gegen den birmanischen Thronfolger stattfand, in dessen Folge sich Siam von der birmanische Vorherrschaft löste.
Während der Regierung von König Rama I. (reg. 1782–1809) führte man ein umfassendes Steuersystem ein, unter anderem auch für Alkohol. Suphan Buri wurde dabei zusammen Samut Sakhon und Nakhon Chaisi verwaltet. Der französische Bischof Jean-Baptiste Pallegoix notierte auf seiner Reise von Nakhon Chaisi nach Suphan Buri Ansiedlungen von vietnamesischen Fischern und mehreren Tausen Laoten. Die Provinz brachte als wichtigste Produkte Palmzucker, Reis und Fisch hervor.

### Neueste Zeit: „Banharn-buri“
Der in Suphan Buri geborene chinesischstämmige Unternehmer Banharn Silpa-archa hat sich seit den 1970er-Jahren einen Ruf als der „Pate von Suphan Buri“ aufgebaut. Er war durch seine Unternehmungen in den verschiedensten Branchen zum Milliardär geworden. 1974 ging er in die Politik. In Suphan Buri spendete er Geld für Schulen, Brücken und andere Infrastrukturprojekte, die im Gegenzug nach ihm benannt wurden. Das führte zu der verbreiteten Aussage, die Provinz „gehöre“ ihm und könnte auch „Banharn-buri“ genannt werden. Banharn wurde in seinem Wahlkreis regelmäßig mit mehr als 100.000 Stimmen ins Parlament gewählt und war damit einer der meistgewählten Politiker landesweit. In den 1980er-Jahren nutzte er seine verschiedenen Regierungsämter, um seiner Heimatprovinz Wahlkreisgeschenke zu bereiten. So bekam Suphan Buri eines der bestausgebauten Straßennetze und eines der modernsten Telefonsysteme unter Thailands Provinzen. 2011 blieb Suphan Buri, anders als seine Nachbarprovinzen, von der Flut in Thailand weitgehend verschont, mutmaßlich weil Banharn eine entsprechende Steuerung der Schleusen anordnete.

## Sehenswürdigkeiten
(Siehe auch Suphan Buri)

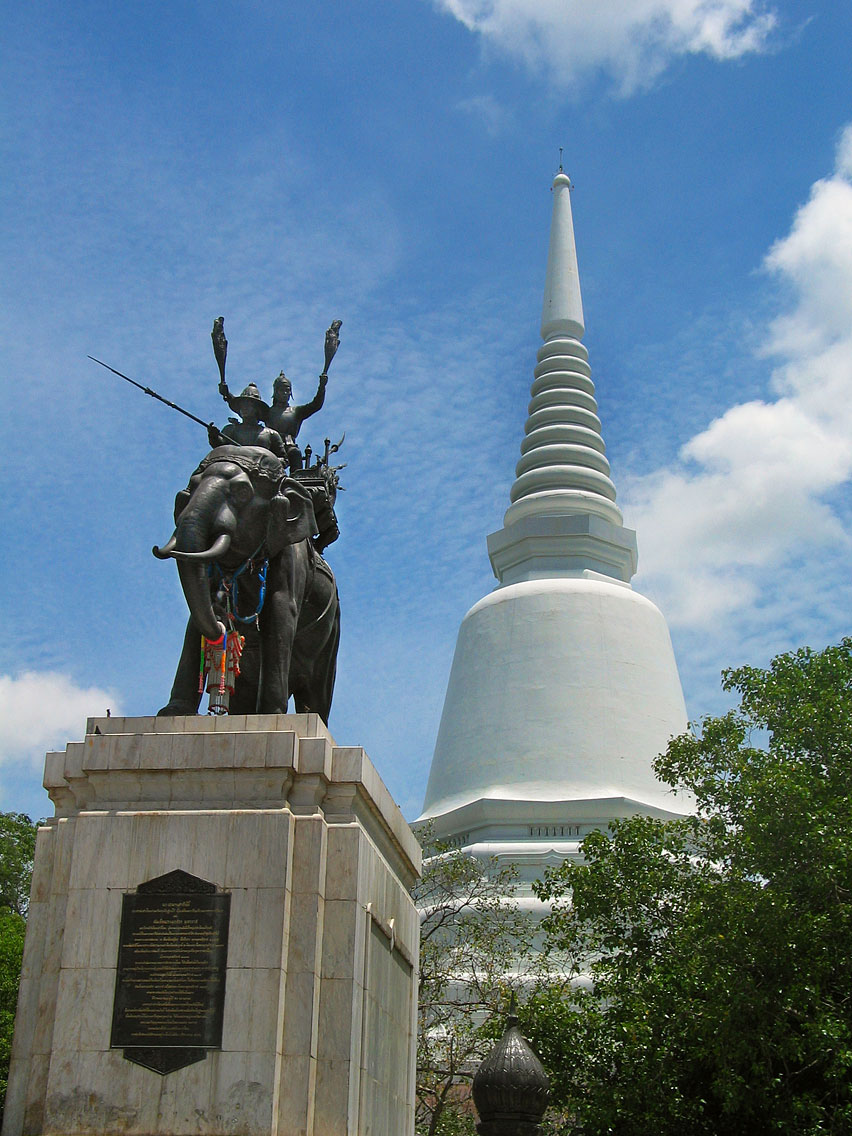
Siegesdenkmal für König Naresuan den Großen, Amphoe Don Chedi

- Wat Suwannaphum (Wat Klang oder Wat Mai, Thai: วัดสุวรรณภูมิ) – aus dem 13. Jahrhundert
- Nationalmuseum Suphan Buri – in der Stadt Suphan Buri
- Nationales Reisbauern-Museum – in der Stadt Suphan Buri
- Nationalpark Pu Toei – in der Amphoe Dan Chang gelegen, 317 km² großer Park mit dem 1123 Meter hohen Tewada-Berg (Thai: ยอดเขาเทวดา) an der Wasserscheide zwischen Suphan Buri und Kanchanaburi

## Symbole
Das Siegel der Provinz zeigt die berühmte Schlacht auf Elefanten zwischen König Naresuan dem Großen und dem Kronprinzen von Birma im Jahr 1592.
Der lokale Baum ist Ebenholz (Diospyros mollis).
Der Wahlspruch der Provinz Suphan Buri lautet:
Die große Elefantenschlacht des Königs Naresuan fand hier statt,

Eine oft erzählte Geschichte der Thai-Literatur,

Bekannt für Miniaturbildnisse des Buddha,

Die Landwirtschaft der Stadt ist in stetem Fortschritt,

Die Stadt von Gelehrten, Künstlern und historischen Orten,

Die Provinz, in der anziehende Dialekte gesprochen werden.

## Verwaltungseinheiten

### Provinzverwaltung
Die Provinz ist in 10 Amphoe (‚Bezirke‘ oder ‚Landkreise‘) unterteilt. Diese sind weiter in 110 Tambon (‚Unterbezirke‘ oder ‚Gemeinden‘) und 977 Muban (‚Dörfer‘) unterteilt.
| \| Nr. \| Amphoe (Kreise) \| Thai \| Fläche \| Einwohner \| \| --- \| ------------------- \| ----------------- \| ----------- \| --------- \| \| 1 \| Mueang Suphan Buri \| อำเภอเมืองสุพรรณบุรี \| 540,9 km² \| 158.087 \| \| 2 \| Doem Bang Nang Buat \| อำเภอเดิมบางนางบวช \| 552,3 km² \| 77.804 \| \| 3 \| Dan Chang \| อำเภอด่านช้าง \| 1.193,6 km² \| 64.416 \| \| 4 \| Bang Pla Ma \| อำเภอบางปลาม้า \| 481,3 km² \| 86.947 \| \| 5 \| Si Prachan \| อำเภอศรีประจันต์ \| 181,0 km² \| 64.995 \| \| 6 \| Don Chedi \| อำเภอดอนเจดีย์ \| 252,1 km² \| 41.157 \| \| 7 \| Song Phi Nong \| อำเภอสองพี่น้อง \| 750,4 km² \| 126.905 \| \| 8 \| Sam Chuk \| อำเภอสามชุก \| 355,9 km² \| 58.223 \| \| 9 \| U Thong \| อำเภออู่ทอง \| 630,3 km² \| 111.696 \| \| 10 \| Nong Ya Sai \| อำเภอหนองหญ้าไซ \| 420,2 km² \| 49.894 \| |                     |                   |             |           |
| Nr. | Amphoe (Kreise)     | Thai              | Fläche      | Einwohner |
| 1 | Mueang Suphan Buri  | อำเภอเมืองสุพรรณบุรี  | 540,9 km²   | 158.087   |
| 2 | Doem Bang Nang Buat | อำเภอเดิมบางนางบวช | 552,3 km²   | 77.804    |
| 3 | Dan Chang           | อำเภอด่านช้าง       | 1.193,6 km² | 64.416    |
| 4 | Bang Pla Ma         | อำเภอบางปลาม้า     | 481,3 km²   | 86.947    |
| 5 | Si Prachan          | อำเภอศรีประจันต์     | 181,0 km²   | 64.995    |
| 6 | Don Chedi           | อำเภอดอนเจดีย์      | 252,1 km²   | 41.157    |
| 7 | Song Phi Nong       | อำเภอสองพี่น้อง      | 750,4 km²   | 126.905   |
| 8 | Sam Chuk            | อำเภอสามชุก        | 355,9 km²   | 58.223    |
| 9 | U Thong             | อำเภออู่ทอง         | 630,3 km²   | 111.696   |
| 10 | Nong Ya Sai         | อำเภอหนองหญ้าไซ    | 420,2 km²   | 49.894    |

### Lokalverwaltung
Für das ganze Gebiet der Provinz besteht eine Provinz-Verwaltungsorganisation (องค์การบริหารส่วนจังหวัด, kurz อบจ., Ongkan Borihan suan Changwat; englisch Provincial Administrative Organization, PAO).
Auf dem Gebiet der Provinz gibt es zwei „Städte“ (เทศบาลเมือง – Thesaban Mueang): Song Phi Nong (เทศบาลเมืองสองพี่น้อง) und Suphan Buri (เทศบาลเมืองสุพรรณบุรี).
Daneben gibt es 32 „Kleinstädte“ (เทศบาลตำบล – Thesaban Tambon) sowie 100 Tambon-Verwaltungsorganisationen.